# Kokle (instrumento)
Kokle (em letão:  kokle ( 'kʊ͡ɔk.le ); em dialeto de letão di Latgale: kūkle, na lingua livoniana: kāndla), o nome histórico kokles (kokles, kūkles)  é um instrumento musical folclórico tradicional da Letônia, incluído no Cânone cultural da Letônia. Assemelha-se ao Kankles lituano, ao kannel da Estônia, ao kantele carélo-finlandês e à harpa alada russa. 

## Design
Kokle tem um corpo trapezoidal oco com uma deca fina de madeira. Pinos de madeira são montados em uma haste de metal estreita à qual as cordas estão fixadas. As cordas deste instrumento podem ser feitas a partir do intestino delgado de animais, fibras vegetais, bem como de aço ou latão. Tradicionalmente, o instrumento tinha 6-9 cordas, mais tarde o seu número tornou-se mais de dez. A corda inferior geralmente tem o papel de bourdon - soa o tempo todo. No kokle moderno, o número de cordas chega a vinte.
O som de kokle depende do tipo de madeira da qual o instrumento é feito: para instrumentos não profissionais utiliza-se tília ou bétula e para us instrumentos para os concerto acadêmicos utiliza-se apenas madeira de bordo

## História
A primeira informação escrita sobre este instrumento musical remonta ao século XV, quando foi tocado por tribos bálticas. 
Como sinal da importância deste instrumento nacional da Letônia, que é um símbolo musical nacional, o selo postal da URSS foi emitido em 1991. Em 2014, foi emitido o selo postal da Letônia e, em 2013 - uma moeda comemorativa de 1 LVL com a imagem de kokle.

## Técnica
O músico geralmente toca o instrumento enquanto está sentado, tocando as cordas necessárias com a mão direita e bloqueando às das quais mão precisa com a esquerda. Ao tocar, kokle é colocado sobre a mesa, com menos frequência - nos joelhos e o penduram no pescoço durante o movimento.  